# بلاتي (إماثيا)
بلاتي (Πλατύ) هي مدينة في إيماثيا في مقاطعة فوريا إلادا في اليونان.